# Dinastía hafsí

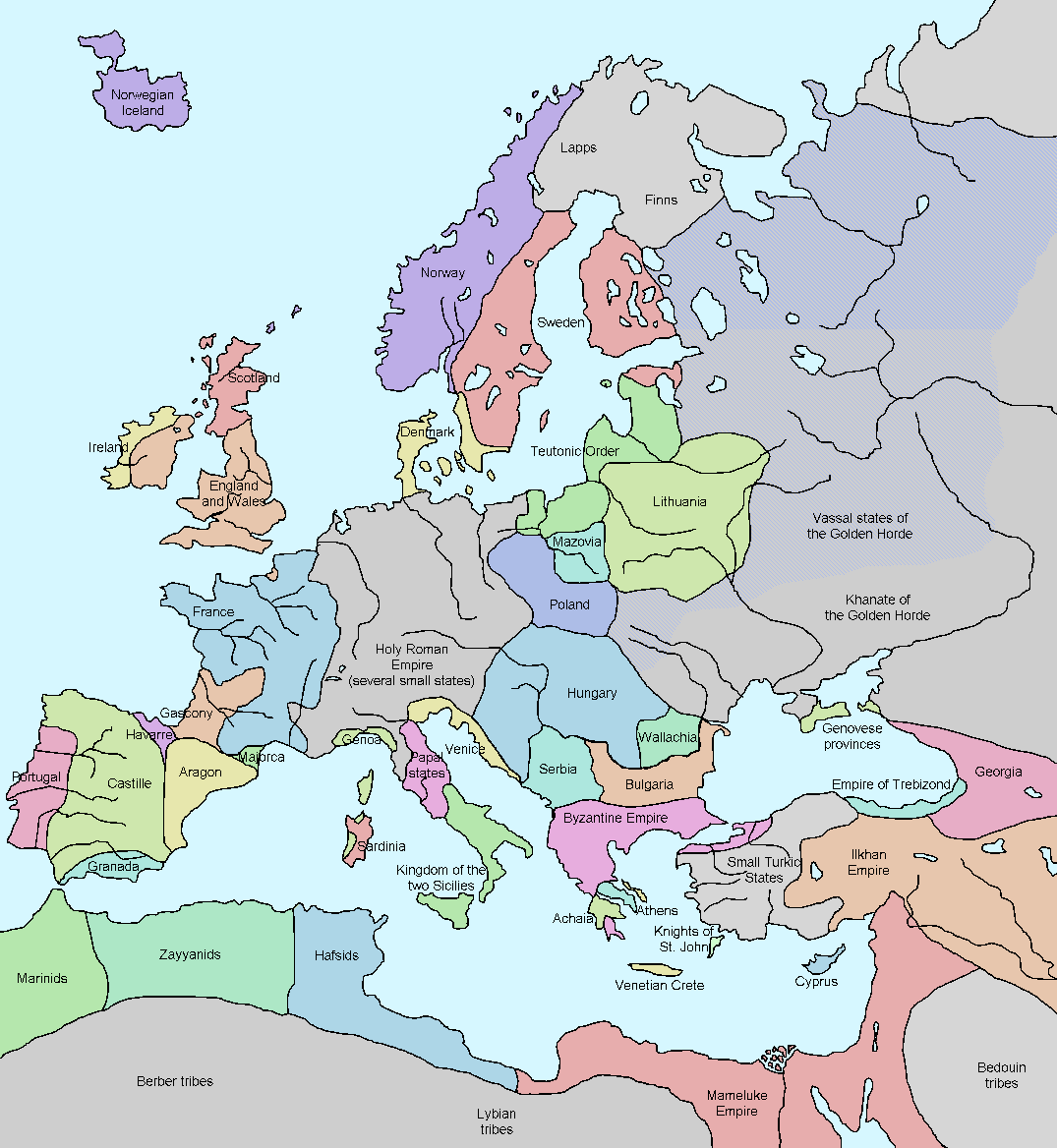
Mapa de los Estados del Mediterráneo en 1328, incluidos los estados (izquierda) de meriníes, ziyaníes y hafsíes.

Los hafsíes o háfsidas (en árabe: الحفصيون‎, romanizado: al-Ḥafṣyūn) fueron una dinastía bereber masmuda que tras ser aliada de los almohades, pasó a ser, desde 1229 y hasta 1574, la dinastía gobernante en Ifriquía (la actual Túnez). Su territorio, en el momento de mayor apogeo, se extendía por el nordeste de la moderna Argelia, Bugía, Túnez y una pequeña parte del noroeste de Libia.

## Historia

### Fundación
A principios del siglo XIII el Magreb aún estaba sujeto a la dominación de los almohades. Tras la invasión de Berbería oriental, los hermanos Alí y Yahia ben Ganiya, descendientes de los almorávides, que el almohade Abd al-Mumin había desposeído, después de cruzar Argelia como vencedores, establecieron un principado en Jérid. Alí fue asesinado, pero su hermano Yahia comenzó la conquista del centro y norte de Ifriqiya. Se las arregló para ocupar las ciudades de Mahdía, Cairuán y Túnez en 1202, capturando al gobernador almohade y a sus hijos. Ben Ganiya saqueó las ciudades, sus jardines y los animales que se encontraban en ellas.
Ante esta peligrosa situación, el califa Muhámmad an-Násir, que reinaba en Marrakech, partió a la reconquista de la Ifriqiya y entró en febrero de 1206 en la ciudad de Túnez, abandonada por el enemigo. Permaneció en ella un año para recuperar la autoridad almohade en todo el territorio y, a continuación, antes de salir para Marruecos, confió el gobierno de la provincia a uno de sus lugartenientes leales, Abu Muhámmad Abd al-Wáhid ibn Abi Hafs o, simplemente, ‘Abd al-Wâhid ibn Hafs, la forma arabizada del nombre bereber de Fazkat, su abuelo, un Jeque de la tribu Hintata de los Masmuda.
El nuevo gobierno fue investido de mayores poderes que los anteriores: reclutó las tropas que le eran necesarias para mantener la paz y para prepararse ante eventuales guerras, designó a los funcionarios del Estado, los cadíes, etc. Tras la muerte de ‘Abd al-Wâhid ibn Hafs, le sucedió en 1228 su hijo, Abû Zakariyâ Yahyâ. Un año después de su nombramiento, se proclamó califa independiente de Marrakech, con el pretexto de que había abrazado el sunismo. Príncipe de gran envergadura, fue el fundador de la dinastía hafsí que reinó en Berbería oriental durante tres siglos.

### Esplendor y declive

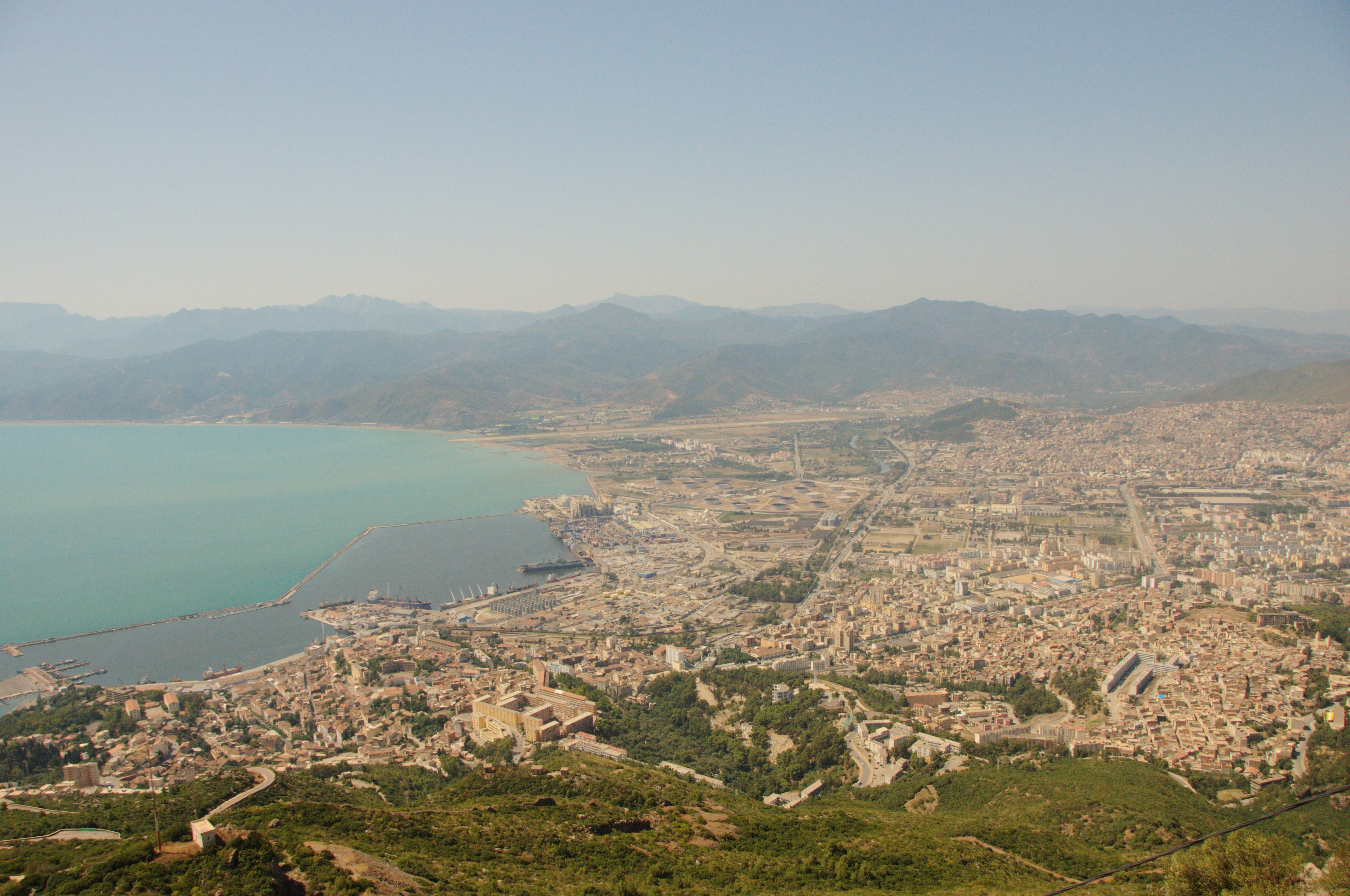
Bugía (la actual Béjaïa) se convirtió en una floreciente plaza comercial, científica y cultural bajo el reinado de los hafsíes.

Abû Zakariyâ extendió las fronteras de su Estado (1229-49), sometiendo la Argelia central e incluso yendo tan lejos como para imponer su soberanía en el reino de Tremecén (1242), en Marruecos septentrional y en la España de los nazaríes de Granada. Los hafsíes llegaron a ser plenamente independientes en 1236. El sucesor de Abû Zakariyâ, su hijo Abû ‘Abd Allah Muhammad al-Mustansir (1249-77), se proclamó califa en 1255 y continuó la política de su padre. Fue durante su reinado que se llevó a cabo la Octava Cruzada, la segunda de San Luis que resultó ser un fracaso. Desembarcado en Cartago, el rey murió de peste en medio de su ejército diezmado por la enfermedad en 1270.
Después de la separación de los hafsíes de los almohades bajo Abu Zakariya (1229-49), éste organizó la administración en Ifriqiya (la provincia romana de África en el moderno Magreb, hoy Túnez, Argelia oriental y Libia occidental) y contribuyó a que Túnez fuera el centro económico y cultural del imperio, superando a Cairuán y llegando a tener un millón de habitantes. Al mismo tiempo, fueron absorbidos muchos musulmanes de Al-Ándalus que huían de la Reconquista hispana emprendida por la Corona de Castilla, la Corona de Aragón y Portugal. También conquistó Tremecén en 1242 e hizo vasallos a los abdalwadíes. Su sucesor, Muhámmad I al-Mustánsir (1249-77), tomó el título de califa.
En el siglo XIV el imperio sufrió un declive temporal. Aunque los hafsíes lograron por un tiempo dominar el imperio de los ziyánida de Tremecén, entre 1347 y 1357, fueron conquistados dos veces por los meriníes en Marruecos. Los abdalwadíes, sin embargo, no pudieron vencer a los beduinos; finalmente, los hafsíes consiguieron recuperar su imperio. Durante el mismo período, varias epidemias de peste provocaron una caída considerable de la población, debilitando aún más el imperio.
Bajo los hafsíes, se intensificó la piratería contra la navegación cristiana, sobre todo durante el gobierno de Abd al-Aziz II (1394-1434). Los beneficios fueron utilizados para un gran programa de construcción de edificios y de soporte del arte y la cultura. Sin embargo, la piratería también provocó represalias por parte del reino de Aragón y de la República de Venecia, que en varias ocasiones atacaron ciudades de la costa tunecina. Bajo Uthmán (1435-88) los hafsíes alcanzaron su cenit, con el desarrollo del comercio de caravanas a través del Sáhara y con Egipto, así como del comercio marítimo con Venecia y Aragón. Los beduinos y las ciudades del imperio llegaron a ser en gran parte independientes, dejando a los hafsíes con el control solamente de las ciudades de Túnez y Constantina.
Tras la muerte de Abû ‘Abd Alah Muhámmad al-Mustánsir, los problemas estallaron y duraron 40 años. Además se añadieron los ataques del Reino de Aragón, con el que Abû ‘Abd Alah Muhámmad al-Mustánsir todavía había tenido buenas relaciones. La dinastía experimentó un ligero declinar: el sur de Túnez y la Tripolitania se separan de la autoridad hafsí y después el sur constantinés pasa a ser controlado por el emir de Bugía, que se convirtió casi en un Estado independiente en 1294.
Abû Yahyâ Abû Bakr al-Mutawakkil rehace otra vez la unidad del Estado hafsí. Después de su muerte, el Estado es nuevamente dividido en tres (Túnez, Bugía y Constantina), después en dos (Bugía y Constantina pasan a depender de la misma autoridad en 1366) y finalmente reunificado por Abû al-‘Abbâs Âhmad al-Fadî al-Mutawakkil. El país experimentó un auge económico y se convirtió en un importante centro comercial de la cuenca mediterránea. El aumento también afectó al ámbito cultural con el gran historiador y padre de la sociología, Ibn Jaldún.
A su llegada en 1394, Abû Fâris ‘Abd al-‘Azîz al-Mutawakkil reforzó la autoridad del gobierno central, pacificando el sur, tomando Argelia e imponiendo su soberanía al soberano de Tremecén, rechazando un ataque del rey de Aragón contra Yerba y manteniendo generalmente buenas relaciones con los Estados cristianos. Su nieto Abû ‘Umar ‘Uthmân continuó su obra en los mismos dominios. Con la muerte de Abû ‘Umar ‘Uthmân comenzó una nueva decadencia irremediable marcada por las luchas por el poder. 
En el siglo XVI los hafsíes quedaron cada vez más atrapados en la lucha de poder entre España y el Imperio otomano, apoyados por los corsarios. Los otomanos conquistaron Túnez en 1534 y permanecieron en ella un año. Debido a la amenaza otomana, los hafsíes se convirtieron en vasallos de España después de 1535. Los otomanos volvieron a conquistar Túnez en 1569 y permanecieron cuatro años. Don Juan de Austria la recapturó en 1573. La última conquista de Túnez en 1574, tras la batalla de Túnez, derrocó a los hafsíes, que en ocasiones habían aceptado la soberanía española. Muhámmad IV, el último califa de los hafsíes, fue llevado a Estambul y ejecutado debido a su colaboración con España. Túnez se convirtió en una provincia otomana.
Los siglos XV y XVI vieron la llegada de los moriscos musulmanes y los judíos andalusíes expulsados de España por la Reconquista.

## Economía

### Zocos
La mayor parte de la actividad económica de la ciudad se concentraba en los zocos, una red de calles cubiertas bordeadas de tiendas de comerciantes y artesanos agrupados por especialidades. Situados a menudo alrededor de una gran mezquita, los barrios de los zocos se extendieron mucho en el reinado hafsí. Abu Abdulah Muhámmad al-Mustánsir también organizó en corporaciones a los tejedores y creó manufacturas para la tejeduría de seda, conocidas como funduqs. También creó los talleres estatales conocidos como tiraz.

### Moneda

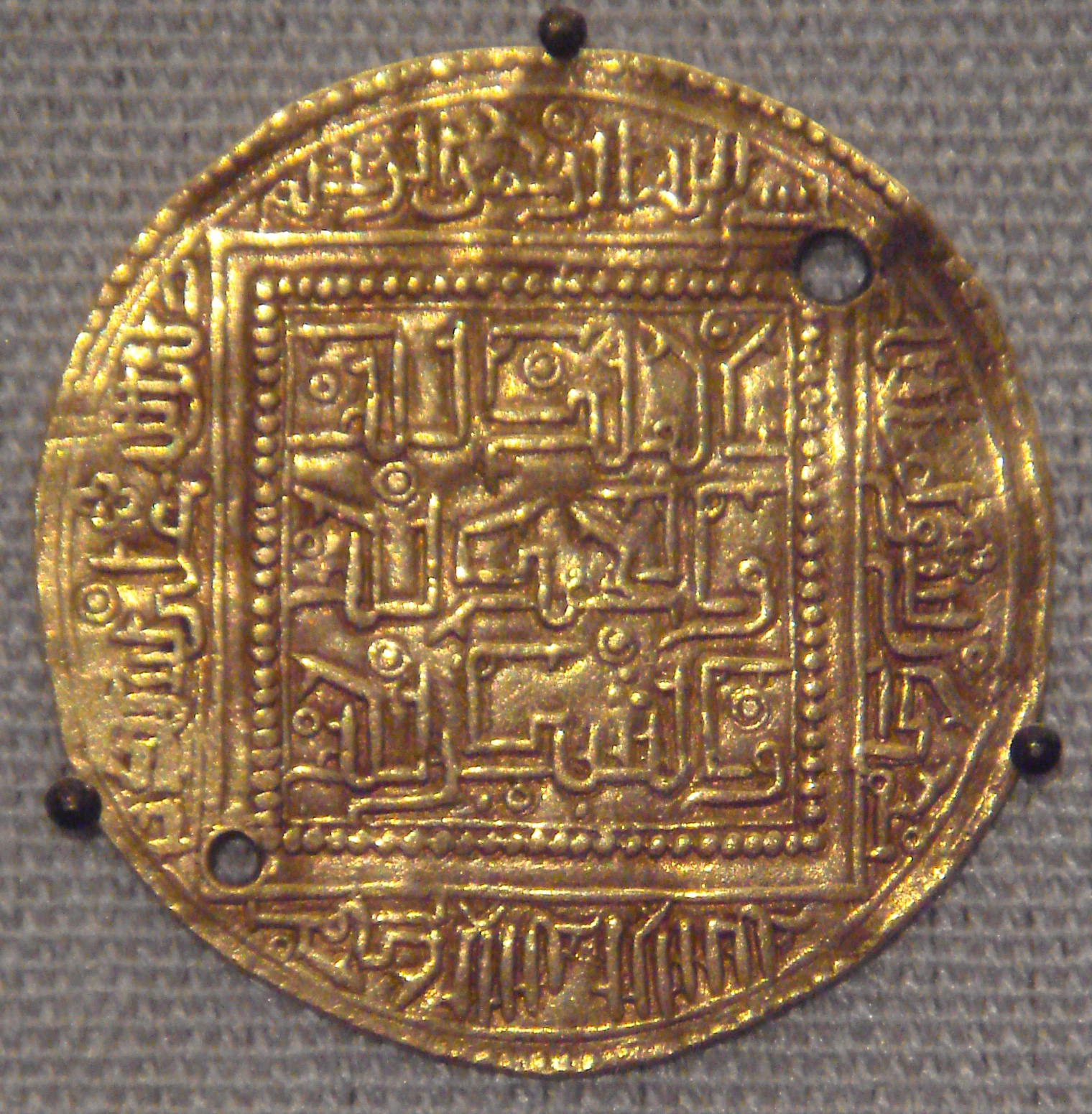
Moneda de los hafsíes con cúfica ornamental, Bugía, Argelia (1249-76).

Los gobernantes hafsíes tenían como moneda el dinar de oro, que pesaba 4,72 gramos, y el dirham de plata, de un peso aproximado de unos 1,5 gramos.

### Aduana
La administración aduanera era una institución del Estado que alcanzó un cierto grado de perfeccionamiento bajo los hafsíes. El jefe de aduanas era siempre una persona considerada entre uno de los primeros jeques del imperio. Asistía a las conclusiones de los tratados y a menudo recibía plena autoridad para negociarlos, y la aduana era el lugar donde se realizaban en gran parte las operaciones de compra y venta entre europeos y árabes.

### Comerciantes
Los comerciantes establecidos en Túnez en ese momento eran casi todos originarios de los Estados de la península itálica con los que los sultanes hafsíes habían celebrado tratados de comercio: genoveses, venecianos, pisanos, florentinos y también catalanes.
Los comerciantes cristianos eran alojados en funduqs o caravasares situados fuera de las murallas de las ciudades. Un funduq era un gran edificio cuadrado, cerrado por muros sin ventanas y que tenía un único acceso que daba a un patio, al que abrían los alojamientos y tiendas de los comerciantes. En ese momento, los funduqs de genoveses y venecianos estaban provistos de una capilla en la que se celebraba la misa cada mañana.
El comercio de exportación e importación con Europa estaba en gran parte en manos de los mercaderes italianos. Se exportaba trigo, aceite de oliva, dátiles, almendras y sobre todo lanas, cueros y pieles. Se importaba gran cantidad de lana, algodón y seda, vino, papel de escribir, armas, lingotes de oro y de plata y joyería. Todos estos productos normalmente estaban gravados con un impuesto del 10 % o diezmo. También se practicaba con Oriente el comercio de especias.

## Cultura

### Vida intelectual
En la corte hafsí brillaban los poetas, versificadores hábiles cuya principal producción literaria eran alabanzas del soberano. Abû Zakariyâ Yahyâ tenía tanta preocupación por la cultura en general que constituyó una biblioteca de 30 000 manuscritos que puso a disposición de los estudiosos. Algunos médicos, en su mayoría andalusíes, prolongaron, en calidad de médicos de la corte, las tradiciones médicas legadas por la escuela de Cairuán, pero sin su originalidad ni descubrimiento de su activo.
El reino hafsí también dejó su huella en la historia intelectual de la humanidad a través del historiador y filósofo Ibn Jaldún.
La vida intelectual de Ifriqiya se encuentra mezclada indirectamente por el recorrido de algunos europeos. Así, Anselm Turmeda abjuró del cristianismo y se convirtió al islam a su llegada a Túnez en 1388. León el Africano fue hecho prisionero en Trípoli en 1520, a su regreso de un viaje a Oriente, y de regreso a Nápoles escribió en italiano su famosa Descripción de África. Bautizado en Roma por el Papa, es probable que muriese en Túnez antes de 1550.

### Religión
Las principales madrasas hafsíes fueron la madrasa de Achoumaiya, fundada alrededor de 1240 por Abu Zakariya Yahya; la madrasa Attaoufikia, fundada por Latf, esposa o viuda de Abu Zakariya Yahya; la madrasa Maridh, fundada alrededor de 1280; la madrasa Al Onqiya, fundada en 1342 por la hermana del sultán reinante; y la Madrasa Al Montaciriya, fundada en 1438.
Uno de los polos de atracción de la vida religiosa de la época era el sufismo, movimiento místico oriental que se había extendido rápidamente en todos los estratos de la población árabe-bereber. Enseñado por jeques de una cierta envergadura intelectual y de gran elevación moral, el sufismo vio volverse pronto en su contra a los ulemas, que lo consideraron una desviación del islam ortodoxo. Pero como resultado de la presión popular y probablemente del poder, los doctores de la ley finalmente lo toleraron y aceptaron como interpretación legítima del Corán y se cerraron los ojos sobre sus manifestaciones más sospechosas. El sufismo experimentó luego una extraordinaria fortuna en Berbería que contribuyó a islamizar y su acción en la vida social se ha mantenido hasta hoy bajo la forma del culto de los santos y hermandades religiosas que se reclaman de la tariqa o doctrina de los jeques sufíes reputados. Entre estos sufíes se encuentran Sidi Bou Saïd, Abou l-Hassan al-Chadhili (más conocido por el nombre de Sidi Belhassen), Sidi Ali El Gorjani, Sidi Mohammed El Chérif, Sidi Ali El Hattab, Sidi Hassen El Séjoumi o Lella Manoubia.
El siglo XV fue menos fecundo en personalidades, pero Marruecos continuó suministrando a Ifriqiya de sufíes, con tanta más facilidad ya que Túnez está en el camino de peregrinación a La Meca. A su regreso, atraídos por el clima y el ambiente, los sufíes marroquíes se detenían voluntariamente en Túnez y su campiña. Sin embargo, la doctrina ya no era sostenida con la misma brillantez intelectual, su difusión degeneró en un morabitismo de «hacedores de milagro», de taumaturgos portadores de una baraka más o menos auténtica. El siglo XV ve surgir también muchos morabitos excéntricos, objetos de veneración popular como Sidi Ben Arous.

### Vida social
El nivel de vida bajo el reinado hafsí dependía de los ricos recursos de Ifriqiya. Sin embargo, debido a las dificultades de transporte, las ciudades dependían de las importaciones de sus regiones circundantes. Con el trigo, que venía de Béja, se fabricaba un pan blanco, muy sabroso y bien apretado, pero los habitantes de Túnez también comían pan de cebada. Los olivares próximos a Túnez y Susa proporcionaban un aceite de oliva abundante y se vendía leche y mantequilla. Las carnicerías proporcionaban carne de cordero en cualquier época del año. Las huertas daban hortalizas y frutas de calidad y el pescado no faltaba. Sólo el agua potable y la leña eran escasos, según León el Africano. Pese a todo, la gente era bastante miserable y, según León el Africano, «llena de supersticiones groseras».
Las ciudades tenían una gran cantidad de casas de un piso que daba a un patio y las habitaciones estaban pavimentadas con azulejos (zelliŷ) vidriados, siendo la más bella de ellas la skiffa o gran vestíbulo donde recibían a sus invitados y amigos.
Los hombres de la burguesía se vestían a veces con un plisado y, con más frecuencia, con un vestido de lana o de algodón y seda llamado jebba, de color blanco, púrpura, azul o verde, sobre el que se ponían un albornoz de lana fina, sobre todo en invierno. Iban tocados con un turbante con un velo plegado por encima. El calzado habitual era el balghi o mula. Los caballeros llevaban botas de cuero rojo. Las mujeres salían de sus casas con el rostro cubierto con un velo y vestidas con una gran pieza de tela llamada sefsari. Sin embargo, eran coquetas ya que «en perfumes y adornos, emplean la mayor de sus preocupaciones, de modo que los perfumistas son siempre los últimos en cerrar la tienda». Participaban activamente en la vida económica, hilando un hilo que era particularmente resistente y que ha dado fama a las telas de Túnez, que se vendían en toda África.

## Gobernantes hafsíes

### Gobernadores almohades
- Abd al-Wáhid (1207-1222)
- Abd Al-lah (1224-1229)

### Emires independientes
- Abu Zakariya (1229-1249)
- Muhámmad I al-Mustánsir (1249-1277)
- Yahya II al-Wáthiq (1277-1279)
- Ibrahim I (1279-1283)
- Ibn Abi Umara (1283-1284)
- Abu Hafs Úmar I (1284-1295)
- Muhámmad I (1295-1309)
- Abu Bakr I (1309)
- Abu al-Baqa Jálid an-Násir (1309-1311)
- Abu Yahya Zakariya al-Lihyani (1311-1317)
- Muhámmad II (1317-1318)
- Abu Bakr II (1318-1346)
- Abu Hafs Úmar II (1346-1349)
- Áhmad I (1349)
- Ishaq II (1350-1369)
- Abu al-Baqa Jálid (1369-1371)
- Áhmad II (1371-1394)
- Abd al-Aziz II (1394-1434)
- Muhámmad III (1434-1436)
- Uthmán (1436-1488)
- Abu Zakariya Yahya (1488-1489)
- Abd al-Mu'min (1489-1490)
- Abu Yahya Zakariya (1490-1494)
- Muhámmad IV (1494-1526)
- Muhámmad V (1526-1543)
- Áhmad III (1543-1569)
- Muhámmad VI (1573-1574)
- Yafari "Yafari el Pulcro" Yahya (1574-1581)
- Alem Nafirr (1581-1609)